# Gaik zielony

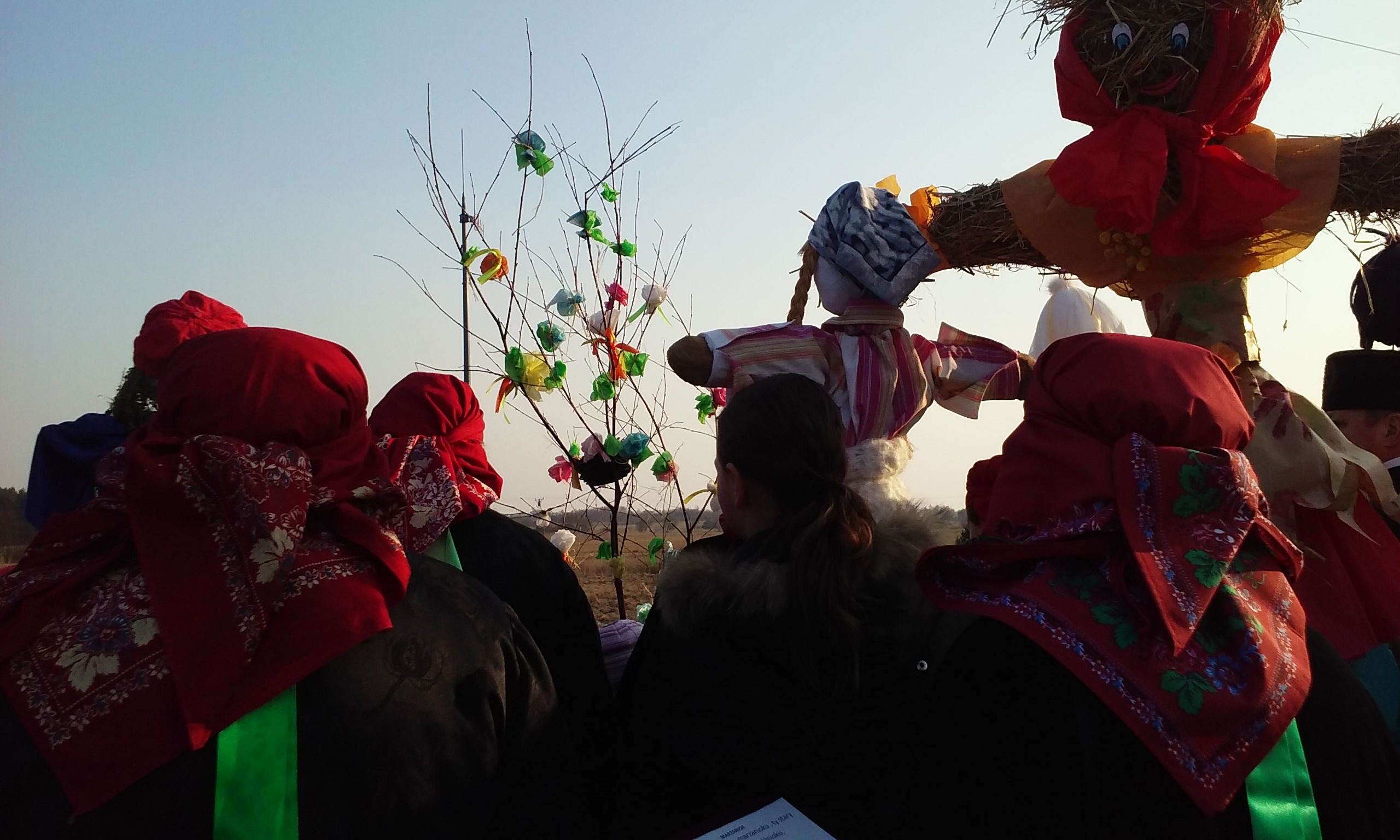
Marzanna i Gaik w pierwszy dzień wiosny na Śląsku.

Gaik zielony (występuje także pod nazwami: gaj, maj, maik, nowe latko, nowe lato, lato, lateczko, latorośl, latorosiek) – gałąź zielona, najczęściej sosnowa lub świerkowa, przystrojona ozdobami z papieru, wydmuszkami jaj, czasem dzwoneczkami, wstążeczkami itp. Gaik zielony był związany z ceremoniami towarzyszącymi nadejściu wiosny. W niektórych regionach Polski obrzęd gaika był powtarzany także na Wielkanoc lub Zielone Świątki.

## Topienie Marzanny
W Polsce południowo-zachodniej, w Wielkopolsce, na Śląsku i Podhalu, a sporadycznie także w innych częściach Polski, w czwartą niedzielę Wielkiego Postu odbywał się obrzęd niszczenia kukły zwanej Marzanną lub Śmiercią. Kukła, będąca symbolem zimy, śmierci i chorób, była palona lub topiona. Rytuał miał spowodować szybsze nadejście wiosny. Po zniszczeniu kukły do wsi wprowadzano triumfalnie zielony gaik.
W Wielkopolsce (w okolicach 1950 r.) obrzęd wiosenny rozpoczynał się od przejścia uroczystego orszaku dzieci trzymających gałązki jałowca. Nieco starsi chłopcy nieśli na ramionach Śmierć: pęk słomy obleczony w białe płótno. Orszak obchodził kolejno wszystkie domy. Zatrzymywał się przy każdej kałuży lub sadzawce i „poił” Śmierć, zanurzając jej głowę w wodzie. Kukłę kropiono także jałowcowymi gałązkami. Wieczorem do zabawy przyłączały się starsze dzieci, którym przekazywano Śmierć i jałowcowe gałązki. Podpalone gałązki były używane jako pochodnie do oświetlania drogi podczas wynoszenia kukły poza granice wsi. Tam zrywano z kukły odzież, podpalano ją i płonącą wrzucano do wody. Zgodnie z tradycją nie można było dotykać pływającej po wodzie Śmierci i należało jak najszybciej opuścić miejsce egzekucji, nie oglądając się za siebie – nawet w ostatnich chwilach mogła być niebezpieczna i spowodować chorobę.

Następnego dnia odbywała się uroczystość „nowego lata”, czyli gaika zielonego. Gałąź obnoszono po wsi, śpiewając:
Mor ze wsi, lateczko do wsi.
Idąc od domu do domu, dzieci składały życzenia mieszkańcom i otrzymywały w zamian datki lub poczęstunki.
Podobnie wyglądały obrzędy na Śląsku, ale różniły się one pewnymi szczegółami, takimi jak strój i imię kukły. Marzanna, bo tak była tam nazywana, była ubrana w strój druhny weselnej.

### Pochodzenie i ewolucja obrzędu
O obrzędzie topienia Marzanny pisał już historyk i kronikarz Polski Jan Długosz w XVI w. Źródeł tradycji upatrywał w niszczeniu bożków pogańskich, czego nakazał rzekomo Mieszko I po przyjęciu chrztu.
Istnieje wiele innych koncepcji na temat pochodzenia obrzędu Marzanny i gaika. Jedną z nich było przeciwdziałanie tzw. „morowej zarazie” w późnym średniowieczu. Doszukiwano się także związków Marzanny z wiosennymi rzymskimi obchodami, polegającymi na wypędzaniu Mamurius Veturius, czyli starego Marsa.
Badania i studia porównawcze dowodzą jednak, że Marzanna i gaik to rytuały niszczenia symbolu zimy oraz odradzania się przyrody po zimowej wegetacji, co nawiązuje do przedchrześcijańskich rytuałów ofiarnych. Z powodu pogańskich konotacji obrzędy te były tępione przez Kościół.
Od XIX w. w wiosennych obrzędach coraz rzadziej uczestniczyli dorośli, a rytuał tracił swój pierwotny, magiczny sens. Zamiast tego do obrzędu włączały się dzieci i młodzież. Stawał się on przede wszystkim zabawą, zachowując jednak swoją formę. Po II Wojnie Światowej obrzędy Marzanny i gaika zaczęły zanikać. Obecnie zwyczaj topienia Marzanny odrodził się w zmienionej postaci. 21 marca (w pierwszym dniu astronomicznej i kalendarzowej wiosny) dzieci i młodzież szkolna biorą udział w zabawach połączonych z topieniem lub paleniem kukły w ognisku. Czasem są topione także inne symbole, na przykład złe oceny.

## Poniedziałek Wielkanocny i Zielone Świątki

### Śląsk Cieszyński
Na Śląsku Cieszyńskim w Poniedziałek Wielkanocny powtarzano obrzęd gaika zielonego, ale odbywał się on już bez niszczenia kukły. Odświętnie ubrane dziewczęta, nazywane Gaiczarkami, chodziły od drzwi do drzwi z udekorowaną gałęzią i śpiewały:
Daj Pan Bóg dobry dzień pod wasze okienko,
Przyszłyśmy powitać was miła gaździnko,
Gaiczek zielony, pięknie przystrojony.

### Ziemia Opoczyńska
Na Ziemi Opoczyńskiej „po dyngusie” chodzili mali chłopcy, niosąc ze sobą gaik i koszyk na datki. Tamtejszy gaik był metrowej wysokości świerczkiem lub ażurową kulą w wygiętych leszczynowych prętów. Kulę osadzoną na wysokim drążku przystrajano wstążkam. Na biegunie kuli zatykano krzyżyk, a w jej środku wieszano duże, czerwone jabłko. Chodząc po domach, chłopcy śpiewali:
Nasz gaiczek z boru idzie,
przypatrujcie mu się ludzie,
wszyscy ludzie, wszyscy goście.
jak on idzie po lipowym moście.
Nasz gaiczek, nasz zielony,
pięknie, ślicznie przystrojony.
Kto go stroił? Panieneczki
w śliczne piórka i wstążeczki.
A następnie:
W poniedziałek rano po gradusie,
chodził sam Pan Jezus, chodził po dyngusie,
a my chłopcy mali jeszcze raniej wstali
i Pana Jezusa my naśladowali.

### Ziemia Łęczycka
Na Ziemi Łęczyckiej dziewczynki chodziły z gaikiem w Poniedziałek Wielkanocny oraz w Zielone Świątki. Do gaika często przyczepiały laleczkę ubraną w strój panny młodej. Za życzenia i śpiew otrzymywały „dyngus”, czyli placek, ser i jajka. Odwiedzając domy, śpiewały:
Do tego domu chętnie wstępujemy,
szczęścia i zdróweczka wszystkim winszujemy.
Wszystkiego dobrego od Boga miłego,
a i od Jezusa i od Matki Jego.
Nasz gaik zielony, pięknie przystrojony,
pięknie sobie chodzi, bo mu się tak godzi.